# Luiza Gega
Luiza Gega, född 5 november 1988, är en albansk friidrottare. Hon deltog vid olympiska sommarspelen 2016 och olympiska sommarspelen 2020.